# Botis
Pour les articles homonymes, voir Otis.

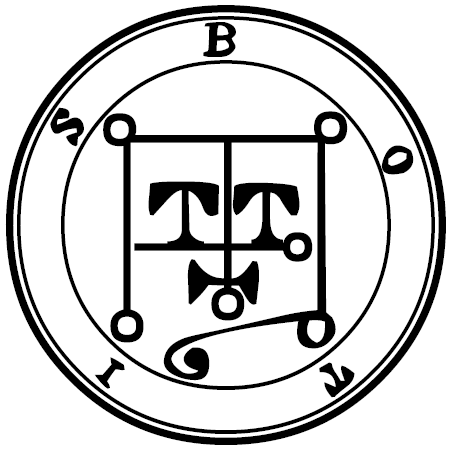
Le sceau de Botis selon Mathers.

Botis ou Otis est un démon issu des croyances de la goétie, science occulte de l'invocation d'entités démoniaques. 
Le Lemegeton  le mentionne en 17e position de sa liste de démons. Selon l'ouvrage, Botis est un grand président et un duc des Enfers. Il a l'aspect d'une horrible vipère aux grandes dents mais peut aussi prendre une forme humaine après son invocation. Alors il a l'aspect d'un homme fort possédant deux cornes et a une épée à la main. Il est un devin connaissant le passé et l'avenir. Il peut réconcilier amis et ennemis. Il commande à 60 légions infernales.
La Pseudomonarchia Daemonum le mentionne en 9e position de sa liste de démons et lui attribue des caractéristiques similaires.